# Heliconius diadema
Heliconius diadema är en fjärilsart som beskrevs av Friedrich Wilhelm Niepelt 1907. Heliconius diadema ingår i släktet Heliconius och familjen praktfjärilar. Inga underarter finns listade i Catalogue of Life.